# Анастасија Виникова
Анастасија Дмитријевна Виникова (блр. Анастасія Віннікава, рус. Анастасия Дмитриевна Винникова; Дзјаржинск, 15. април 1991) белоруска је певачица која је представљала Белорусију на Песми Евровизије 2011. у Диселдорфу.

## Биографија
Анастасија Виникова рођена је у Дзјаржинску, у Белорусији 15. априла 1991. године. Похађала је Лингвистички универзитет у Школи за превођење у Минску. У младости је учествовала на бројним музичким аудицијама, те је њен таленат препознао Васил Раиншук. Уз његову помоћ започела је музичку каријеру. Убрзо је певала на свечаном отварњу Арене Минск.
Новине Блиц су објавиле да ће бивши представник Србије и Црне Горе Жељко Јоксимовић написати песму Ирини Дорофејевој којом ће она представљати Белорусију на Песми Евровизије 2011. године. Белоруска телевизија је 28. фебруара 2011. објавила да на Песму Евровизије иде Анастасија Виникова са песмом "Born in Byelorussia". 3. марта је објављено да ће се песма ипак звати "I Am Belarusian", због успомене на СССР. 12. марта та песма је дисквалификована због открића да је изведена у љето 2010. године, што крши правила Европске радиодифузне уније. Тада је Евгени Олеиник написао нову песму "I Love Belarus", која је на крају и изведена. Виникова је наступила у другом полуфиналу из којег се није пласирала у финале. Била је 14. са 45 бодова.

## Дискографија
- 2009 -
- 2010 -
- 2010 -
- 2010 -
- 2011 -
- 2011 -
- 2011 -
- 2012 -
- 2012 -
- 2012 -
- 2013 - It's My Life (са Петром Елфимовим)
- 2013 - Хто казаў (са Аура бендом)
- 2016 -
- 2017 -
- 2018 -